# Ryarsh
Ryarsh – wieś w Anglii, w hrabstwie Kent, w dystrykcie Tonbridge and Malling. Leży 11 km na północny zachód od miasta Maidstone i 43 km na południowy wschód od centrum Londynu.